# 张凯 (1913年)
张凯（1913年10月20日—1996年12月24日），原名张运涵，又名张文焕，男，湖南浏阳县高坪乡冷水塘村人。中华人民共和国政治人物，曾任苏北军区政治部主任，华东野战军特种兵纵队政治委员，华东军区暨第三野战军政治部副主任，中华人民共和国卫生部副部长、党组副书记、民政部副部长兼政治部主任。中共第十一届中央纪律检查委员会委员、第十二届中央纪律检查委员会委员。